# Gottfried Capesius
Gottfried Capesius (1815. november 27. – Nagyszeben, 1880. szeptember 11.) evangélikus gimnáziumi igazgató.

## Élete
Samuel Capesius evangélikus lelkész legkisebb fia volt. Berlinben tanult 1835-ben; visszatérve a nagyszebeni evangélikus gimnáziumnál alkalmazták mint tanárt, és ugyanott 1861. december 1-jétől igazgató volt. Mint igazgató 1862-től 1875-ig szerkesztette a gimnázium értesítőit. 1875-ben nyugalomba vonult.

## Munkái
Hermannstadt während der Kronstreitigkeiten zwischen König Ferdinand I. und dem Usurpator Zápolya 1526–36 című történeti értekezése a nagyszebeni evangélikus gimnázium értesítőjében jelent meg 1856-ban. Ebben kifejtette, hogy az erdélyi szászok egyrészt nemzeti érzelmeik, másrészt a magyar nemességgel szembeni bizalmatlanság miatt álltak Ferdinánd császár oldalára Zápolyával szemben. Az írást a British Library 2011-ben újra megjelentette (ISBN 9781241767037).